# Molophilus (Molophilus) pallidulus
Molophilus (Molophilus) pallidulus is een tweevleugelige uit de familie steltmuggen (Limoniidae). De soort komt voor in het Australaziatisch gebied.